# Far Cry 3
Far Cry 3 – komputerowa gra akcji wyprodukowana przez studio Ubisoft Montréal. Została wydana w 2012 roku przez Ubisoft na platformach Microsoft Windows, Xbox 360 oraz PlayStation 3.

## Fabuła
Fabuła gry rozgrywa się na terenie wyspiarskiego państwa o nazwie Rook Islands, a gracz wciela się w postać Jasona Brody’ego, który wraz z przyjaciółmi i dwójką braci spędza wakacje na tropikalnych wyspach. Wszyscy zostają porwani przez lokalnych piratów pod wodzą Vaasa. Gracz unika egzekucji, po czym ucieka i zmuszony stawić czoła piratom, stara się ocalić swoich kompanów.

## Rozgrywka
W trzeciej części serii zrezygnowano z niektórych rozwiązań obecnych w Far Cry 2. Ze względu na fakt, że akcja rozgrywa się na tropikalnej wyspie, porzucono choroby i tym samym nie pojawiły się leki, które gracz musiał zażywać systematycznie, by zapobiec chorobie. Zlikwidowano ciągłe „odradzanie się” nowych przeciwników i zrezygnowano z efektu „rdzewiejącej broni”. Archipelag, który pojawia się w tej grze, składa się z trzech wysp – po jednej na każdy rodzaj gry (gra jednoosobowa, wieloosobowa oraz tryb współpracy).

### Tryb gry wieloosobowej
W trybie gry wieloosobowej jest możliwe wydawanie okrzyków bitewnych, drużyny będą mogły także dostawać dodatkową broń w ramach wsparcia. Tryb wielu graczy zawarty w tytule kładzie większy nacisk na grę drużynową. Postać wykorzystywana do takich rozgrywek ponadto będzie dostawać punkty doświadczenia. Wraz z jego rozwojem odblokowany zostanie dostęp między innymi do nowych broni czy zdolności. Gracze otrzymali również możliwość tworzenia własnych map i dodawania ich do publicznych kolejek. Autorzy tego tytułu postanowili zrezygnować z serwerów dedykowanych.
Far Cry 3 zawiera następujące tryby gry dla wielu graczy:
- starcie drużynowe
- dominacja
- burza ognia
- transmisja

W grze zawarty jest także tryb kooperacji dla maksymalnie czterech graczy.

## Produkcja gry
Trzecia część serii popularnych strzelanin była tworzona od 2006 roku. Jej oficjalna zapowiedź nastąpiła na targach E3 w 2011 roku, na konferencji Ubisoftu. Od razu został podany przewidywany termin premiery, gra miała ukazać się w 2012 roku.
W lutym 2012 opublikowany został 5-minutowy gameplay, na którym przedstawiono przebieg walki. Dopóki gra nie ukazała się na rynku, ujawniono również trailery przedstawiające postacie, wśród których są m.in.: doktor Earnhardt, Hoyt Volker i mieszkanka plemienia Citra.
W maju 2012 studio przedstawiło kolekcjonerskie wydanie gry, które jest nazywane Edycją Szaleńca (ang. Insane Edtion). W tym wydaniu oprócz gry znajdziemy między innymi figurkę oraz gwarantowany dostęp do wszystkich cyfrowych dodatków. Jednym z takich dodatków jest dodatek pt. Małpi interes. Ponadto zostały zapowiedziane betatesty gry, które dotyczą edycji na konsole Xbox 360 i Playstation 3. Udział w nich był możliwy pod warunkiem zakupienia pudełka z grą tego samego studia – Tom Clancy’s Ghost Recon: Future Soldier. Podczas targów E3 2012, na konferencji prasowej studia Ubisoft, potwierdzono pojawienie się w grze trybu kooperacji umożliwiającego rozgrywkę dla 4 osób.
We wrześniu 2012 roku podjęto decyzję o zawieszeniu prac nad Far Cry 3 w wersji na konsolę Nintendo Wii U.
25 września 2012 zostały ujawnione wymagania sprzętowe produkcji. Zgodnie z tymi wymaganiami gra ma wymagać jednorazowej aktywacji na platformie Uplay. Jeżeli chodzi o konfigurację sprzętową komputera, zostały one przedstawione w 3 wariantach: minimalne, zalecane oraz zapewniające najlepsze osiągi. Te trzecie wymagały między innymi procesora Intel Core i7-2600K bądź AMD FX-4150, 8 GB pamięci RAM i karty graficznej obsługującej DirectX 11 oraz Shader Model 4.0.
By zachęcić graczy do kupienia produktu, zapowiedziano mod do Minecrafta, który właśnie przedstawia świat nadchodzącej trzeciej odsłony gry. Premiera tego moda ukazała się 29 października 2012 roku. 6 listopada 2012 roku twórcy gry na Twitterze oświadczyli, że prace nad grą dobiegły końca. Jeszcze przed premierą Ubisoft opublikował zwiastun, na którym przedstawiony został rozbudowany edytor map. Za jego pośrednictwem można tworzyć mapy, które potem mogą być opublikowane w Internecie, a ich pobieranie jest nieodpłatne. Natomiast na dzień przed europejską premierą programu, Ubisoft opublikował trwający dziesięć minut zwiastun zapoznawczy, który przedstawia wszystkie niespodzianki, na które gracz natknie się na wyspach Rook.
Grę oparto na silniku Dunia 2, który jest zmodyfikowaną wersją CryEngine. Ścieżkę dźwiękową do Far Cry 3 skomponował Brian Tyler:
| Far Cry 3 Original Soundtrack | Far Cry 3 Original Soundtrack     | Far Cry 3 Original Soundtrack |
| Nr                            | Tytuł utworu                      | Długość                       |
| ----------------------------- | --------------------------------- | ----------------------------- |
| 1.                            | „Far Cry 3”                       | 5:34                          |
| 2.                            | „Heat”                            | 3:33                          |
| 3.                            | „The Rakyat”                      | 3:54                          |
| 4.                            | „Monsoon”                         | 2:52                          |
| 5.                            | „Falling Into a Dream”            | 2:19                          |
| 6.                            | „Journey Into Madness”            | 2:55                          |
| 7.                            | „Rook Island”                     | 5:21                          |
| 8.                            | „We Are Watching You”             | 3:33                          |
| 9.                            | „Treasure of Zhang He”            | 3:35                          |
| 10.                           | „Fever Dream”                     | 4:10                          |
| 11.                           | „Call of the Wild”                | 3:43                          |
| 12.                           | „Bad Trip”                        | 5:00                          |
| 13.                           | „Path of the Warrior”             | 7:10                          |
| 14.                           | „Lost Child”                      | 3:54                          |
| 15.                           | „Broken Compass”                  | 3:20                          |
| 16.                           | „The Giant’s Head”                | 2:09                          |
| 17.                           | „Further (feat. Serena McKinney)” | 4:04                          |
|                               |                                   | 1:07:06                       |

## Odbiór i wydanie gry
Pierwsze recenzje Far Cry 3 zostały opublikowane jeszcze na tydzień przed oficjalną, europejską datą premiery. Oceny wystawiane przez recenzentów były bardzo wysokie i oscylowały na poziomie 90% – dotyczy to recenzji publikowanych zarówno przed debiutem Far Cry 3 na europejskim rynku, jak i po debiucie.
29 listopada 2012 roku, czyli w dniu premiery, został wydany pierwszy patch (1.01), który poprawił drobne błędy związane z optymalizacją gry czy rozgrywką. Kolejne łatki wprowadziły między innymi czeską i rosyjską wersję językową dla edycji z platformy Steam (wersja 1.03) czy dowolną modyfikację HUD (zaimplementowaną w wersji 1.04). 15 stycznia 2013 roku został wydany dodatek DLC o nazwie High Tides, przeznaczony dla użytkowników konsol PlayStation 3. W nim zostały zawarte dwie nowe misje, które kontynuują fabułę zawartą w kampanii przeznaczonej do gry w trybie kooperacji. O dodatku, który miał wyjść pierwotnie tylko na PlayStation 3 Ubisoft powiadamiał w trakcie swej konferencji na targach E3 2012. Jednak 1 lutego High Tides zadebiutował także w wydaniu na komputery osobiste.
W lutym 2013 roku Ubisoft podał, że tytuł ten sprzedał się w nakładzie 4,5 mln egzemplarzy (wśród nich blisko milion pudełek z wydaniem gry na PC). Pod koniec 2014 roku to samo studio potwierdziło, że liczba sprzedanych kopii Far Cry 3 wzrosła do ok. 10 milionów.